# Ostapivka, Mena
Ostapivka (în ucraineană Остапівка) este un sat în așezarea urbană Makoșîne din raionul Mena, regiunea Cernihiv, Ucraina.

## Demografie
Componența lingvistică a localității Ostapivka
     Ucraineană (97,9%)
     Rusă (2,1%)
Conform recensământului din 2001, majoritatea populației localității Ostapivka era vorbitoare de ucraineană (97,9%), existând în minoritate și vorbitori de rusă (2,1%).